# 67e cérémonie du Deutscher Filmpreis
La 67e cérémonie des Deutscher Filmpreis, organisée par la Deutsche Filmakademie, s'est déroulée le 28 avril 2017 au Palais am Funkturm à Berlin, et a récompensé les films sortis en 2016.

## Palmarès

### Meilleur film
- Toni Erdmann de Maren Ade
- 24 Wochen de Anne Zohra Berrached
- Wild de Nicolette Krebitz
  - The Bloom of Yesterday (Die Blumen von gestern) de Chris Kraus
  - Tschick de Fatih Akın
  - Willkommen bei den Hartmanns de Simon Verhoeven

### Meilleur film documentaire
- Cahier Africain de Heidi Specogna

### Meilleur film pour enfants
- Auf Augenhöhe de Joachim Dollhopf et Evi Goldbrunner

### Meilleure réalisation
- Maren Ade pour Toni Erdmann

### Meilleur scénario
- Maren Ade pour Toni Erdmann

### Meilleure actrice
- Sandra Hüller pour Toni Erdmann

### Meilleur acteur
- Peter Simonischek pour Toni Erdmann

### Meilleure actrice dans un second rôle
- Fritzi Haberlandt pour Nebel im August

### Meilleur acteur dans un second rôle
- Georg Friedrich pour Wild

### Meilleure photographie
- Reinhold Vorschneider pour Wild

### Meilleur montage
- Heike Parplies pour Toni Erdmann

### Meilleur décor
- Tim Pannen pour Paula

### Meilleurs costumes
- Frauke Firl pour Paula

### Meilleur maquillage
- Kathi Kullack pour Das kalte Herz

### Meilleur son
- Rainer Heesch, Martin Steyer et Christoph Schilling pour Wild

### Meilleure musique
- Oli Biehler pour Das kalte Herz

### Autres récompenses
- Prix d'honneur pour sa contribution exceptionnelle au cinéma allemand: 
  - Monika Schindler

### Prix du public
- Willkommen bei den Hartmanns